# Armin van Buuren
Armin Jozef Jacobus Daniël van Buuren, meglio noto come Armin van Buuren (Leida, 25 dicembre 1976), è un disc jockey, produttore discografico e conduttore radiofonico olandese.
Van Buuren ha vinto un gran numero di riconoscimenti, tra cui il primo posto nella classifica Top 100 DJs stilata da DJ Mag per quattro anni consecutivi 2007, 2008, 2009, 2010 (record) e ancora nel 2012, per un totale record di 5 affermazioni (a parimerito con Martin Garrix). Attualmente occupa la sesta posizione della classifica.
Nel 2015 ha ricevuto una nomination nella categoria Dance del Grammy Award, grazie alla sua hit mondiale This Is What It Feels Like che lo porta ad essere il quarto artista trance di sempre ad aver ricevuto una nomination ai Grammy, insieme a Tiësto, Paul van Dyk e BT.
Dal 2001, trasmette settimanalmente uno show radiofonico chiamato A State Of Trance (ASOT), trasmesso ogni giovedì dalle 20:00 alle 22:00 in più di 40 paesi e con un ascolto medio di 30 milioni di persone. È uno dei DJ più conosciuti e affermati grazie anche alla mole degli eventi dove partecipa o è protagonista (come ad esempio Armin Only oppure i grandi eventi in vari paesi ogni cinquantesimo episodio di A State Of Trance), alla sua presenza in eventi EDM annuali come Tomorrowland, Ultra Music Festival  e Untold Festival e ai suoi DJ sets, sempre prevalentemente incentrati sulla musica Trance.

## Biografia
Armin van Buuren nasce a Leida, Paesi Bassi il 25 dicembre 1976 ma cresce a Koudekerk aan den Rijn.
Inizia a fare musica a 14 anni e viene influenzato dal compositore di musica elettronica francese Jean-Michel Jarre.
Consegue il diploma nel 1995 e studia legge all'Università di Leida dove tornerà, dopo aver lasciato gli studi per concentrarsi sulla sua carriera musicale, a laurearsi nel 2003.
Inizia a lavorare come DJ in un locale chiamato Club Next, suonando più set alla settimana della durata di sei o anche più ore.
Il 18 settembre 2009, Armin Van Buuren sposa Erika Van Thiel, con cui è stato insieme per nove anni. La loro primogenita, Fenna, nasce nel luglio 2011. Il loro secondo figlio, Remy, nasce a fine luglio 2013 e il DJ lo annuncia nella sua performance live sul Main Stage del Tomorrowland il 27 luglio 2013.
Nel 2011, Van Buuren ha ricevuto l'onorificenza Ufficiale dell'Ordine di Orange-Nassau.

## Carriera
Armin Van Buuren trova modo di trasferire il proprio equipaggiamento da DJ in un vero studio in cui ha l'occasione di produrre singoli tra i quali Touch me e Communication che ben presto scalano le classifiche di tutta Europa. Armin Van Buuren descrive il suo stile musicale come "liberatorio, euforico, melodico " collocando lo stesso nella categoria uplifting della Trance.
Dal marzo 2001 realizza lo show radiofonico A State of Trance, della durata di due ore a settimana, completamente dedicato alla musica Trance, (trasmissione radiofonica mondiale, trasmessa in più di 40 paesi e riprodotta anche tramite i network informatici) ed è stata riconfermata fino a superare i 600 episodi, uno settimanalmente, distribuiti per oltre 12 anni. Il programma è trasmesso anche dall'emittente italiana m2o a partire dal 13 settembre 2008. Nel maggio 2007 l'edizione del 250º episodio è stata mandata in onda per una nottata intera in collegamento con le principali radio mondiali del settore. La cosa è stata ripetuta anche per celebrare il 450º episodio, per il quale il collega Sebastian Brandt ha composto un anthem per l'evento, intitolato appunto 450.
In occasione della UEFA under 21 del 2006, Armin ha suonato nello stadio prima dell'inizio della finale. Rush Hour infatti è stata nominata Official Tune of UEFA European Under 21 e veniva trasmessa prima di ogni partita.

L'attuale logo

Armin Van Buuren è stato eletto nell'ottobre 2007 Miglior dj al mondo, per la rivista Dj Magazine.
Nel 2008, 2009, 2010 e di nuovo nel 2012 si riconferma miglior dj al mondo.
Il suo video In And Out Of Love, con la partecipazione di Sharon Den Adel e distribuito da Armada Music, arriva ad essere il 50° video più visto in assoluto di YouTube nel luglio 2010. Nel 2011 Armin Van Buuren si è posizionato al secondo posto (dietro al francese David Guetta) nella classifica stilata dalla rivista Dj Magazine per poi sorpassarlo nuovamente nel 2012.
Nel mese di agosto 2010 ha pubblicato un nuovo singolo, Not Giving Up On Love, in collaborazione con Sophie Ellis-Bextor. Il singolo è apripista per l'uscita del nuovo album di Van Buuren, uscito il 10 settembre 2010, Mirage.
Armin essendo stato eletto miglior DJ dalla rivista Dj Magazine anche per l'anno 2010 ha stabilito un nuovo record di vittorie consecutive.
Nel 2011 sono state svolte le celebrazioni per il 500º episodio di A State Of Trance che si sono svolte durante 5 settimane, tra 5 diverse città: Johannesburg, Miami, Buenos Aires, Den Bosch e Sydney.
Inoltre l'evento a Den Bosch è stato il più grande evento Trance mondiale.
Invitato dai dirigenti del club "Space" di Ibiza, ha partecipato come special guest suonando tracce solo pubblicate sui podcast radio prima dell'evento; nascerà il quinto capitolo di Universal Religion: Universal Religion Chapter 5, live from Space Ibiza.
Il 17 marzo 2013 pubblica il brano This Is What It Feels Like, cantato da Trevor Guthrie; la canzone, che varca la soglia tra il pop e la progressive house, permette ad Armin di raggiungere l'apice del successo, riuscendo ad entrare nelle classifiche internazionali, e a posizionarsi persino nella top 10 della classifica di iTunes negli Stati Uniti, nei Paesi Bassi, in Italia, in Australia, in Norvegia, in Canada e in Austria.
Il 19 ottobre 2013 si piazza alla seconda posizione nella classifica "TOP 100 DJS", della celebre rivista Dj Mag dietro Hardwell.
Il 18 ottobre 2014 perde una posizione nella classifica "TOP 100 DJs", piazzandosi terzo, alle spalle di Hardwell e del duo belga Dimitri Vegas & Like Mike. Al 16 ottobre 2015 occupa la posizione numero 4 nella suddetta classifica. Ora occupa la 3 posizione.
Nel 2015 collabora con Jean Michel Jarre per la realizzazione del brano Stardust contenuto nell'album Electronica 1: The Time Machine.
L'8 maggio 2019 pubblica Hoe Het Danst, il suo primo singolo in lingua olandese, con Marco Borsato e Davina Michelle.
Durante l'episodio 930 di A State of Trance, Armin van Buuren annuncia la data di uscita del suo nuovo album che si chiamerà "Balance", previsto per il 25 ottobre 2019.

## Discografia

### Album in studio
- 2003 - 76
- 2005 - Shivers
- 2008 - Imagine
- 2010 - Mirage
- 2013 - Intense
- 2015 - Embrace
- 2016 - Old Skool (Mini Album)
- 2019 - Moons of Jupiter (come Gaia)
- 2019 - Balance
- 2023 - Feel Again
- 2024 - Breathe In

### Album di remix
- 2009 - Imagine - The Remixes
- 2011 - Mirage - The Remixes
- 2013 - Intense (The More Intense Edition)

### Singoli
- 1995 - Blue Fear
- 1999 - Communication
- 1999 - Future Fun-land (come Perpetuous Dreamer)
- 2000 - Touch Me (come Rising Star)
- 2000 - Eternity (come Alibi con Tiësto)
- 2000 - Wonder Where you are (come Major League con Tiësto)
- 2001 - 4 Elements (come Gaia)
- 2001 - The Sound of Goodbye (come Perpetuous Dreamer)
- 2001 - Exhale (con System F)
- 2002 - Clear Blue Moon/Star Theme (come Rising Star)
- 2002 - Sunspot (come Rising Star vs. Airwave)
- 2003 - Blue Fear 2003
- 2003 - Sunburn
- 2003 - Yet Another Day (con Ray Wilson)
- 2004 - Burned With Desire (con Justine Suissa)
- 2005 - Shivers
- 2005 - Serenity (con Jan Vayne)
- 2005 - Zocalo (con Gabriel & Dresden)
- 2006 - Who Is Watching (con Nadia Ali)
- 2006 - Sail
- 2006 - Control Freak
- 2006 - Love You More (con Racoon)
- 2006 - Saturday Night
- 2007 - Communication Part 3
- 2007 - Rush Hour
- 2007 - The Sound Of Goodbye
- 2008 - If You Should Go (con Susana)
- 2008 - Going Wrong (con Dj Shah feat. Chris Jones)
- 2008 - This World Is Watching Me (vs Rank 1 feat. Kush)
- 2008 - In And Out Of Love (con Sharon den Adel)
- 2009 - Unforgivable (con Jaren)
- 2009 - Fine Without You (con Jennifer Renè)
- 2009 - Never Say Never (con Jacqueline Govaert)
- 2009 - Tuvan (come Gaia)
- 2009 - Broken Tonight (con Van Velzen)
- 2010 - Full Focus
- 2010 - Not Giving Up on Love (con Sophie Ellis-Bextor)
- 2010 - Remember Love (con DJ's United con Paul Oakenfold e Paul van Dyk)
- 2010 - Aisha (come Gaia)
- 2011 - Winter Stayed (come Triple A con Alex M.O.R.P.H e Ana Criado)
- 2011 - Neon Hero (con Christian Burns e Bagga Bownz)
- 2011 - Drowning
- 2011 - Status Excessu D (con Gaia)
- 2011 - Feels So Good (con Nadia Ali)
- 2011 - Stellar (con Gaia)
- 2011 - Youtopia (con Adam Young)
- 2012 - Orbion
- 2012 - J'ai Envie De Toi (con Gaia)
- 2012 - Suddenly Summer (con Ana Criado)
- 2012 - Belter (con Orjan Nilsen)
- 2012 - We Are Here To Make Some Noise
- 2012 - Free Of War (con Kirsty B)
- 2012 - I'll Listen (con Ana Criado)
- 2013 - Waiting For The Night (con Fiora)
- 2013 - The Expedition (A State Of Trance 600 Anthem) (con Markus Schulz)
- 2013 - D# Fat (con W&W)
- 2013 - Humming The Lights (con Gaia)
- 2013 - Nehalennia (vs. Arty)
- 2013 - This Is What It Feels Like (con Trevor Guthrie)
- 2013 - Beautiful Life (con Cindy Alma)
- 2013 - Intense (con Miri Ben-Ari)
- 2014 - Beautiful Life (French Version) (con Cindy Alma)
- 2014 - Save My Night
- 2014 - Alone (con Lauren Evans)
- 2014 - Empire Of Hearts (come Gaia)
- 2014 - EIFORYA (con Andrew Rayel)
- 2014 - Ping Pong
- 2014 - Hystereo
- 2015 - Together (In a State of Trance)
- 2015 - Safe Inside You (come Rising Star con Betsie Larkin)
- 2015 - Carnation (con Gaia)
- 2015 - Panta Rhei (con Mark Sixma)
- 2015 - In Principio (con Gaia)
- 2015 - Another You (feat. Mr Probz)
- 2015 - Off The Hook (con Hardwell)
- 2015 - Strong Ones (feat. Cimo Fränkel)
- 2015 - If It Ain't Dutch (con W&W)
- 2016 - Heading Up High
- 2016 - Freefall
- 2016 - Inyathi (con Gaia)
- 2016 - Dominator
- 2016 - The Ultimate Seduction
- 2016 - Pullover
- 2016 - The Race (con Dave Winnel)
- 2016 - Flashlight (con Ørjan Nilsen)
- 2016 - I Live For That Energy (A State of Trance 800 Anthem)
- 2016 - Great Spirit (con Vini Vici e Hilight Tribe)
- 2017 - I Need You (con Fernando Garibay e Olaf Blackwood)
- 2017 - This is A Test
- 2017 - The Train
- 2017 - Saint Vitus (come  Gaia)
- 2017 - Sunny Days (con Josh Cumbee)
- 2017 - You Are (con Sunnery James e Ryan Marciano)
- 2017 - Crossfire (come Gaia)
- 2018 - Sex, Love and Water (con Conrad Sewell)
- 2018 - The Last Dancer (con Shapov)
- 2018 - Therapy (con James Newman)
- 2018 - Blah Blah Blah
- 2018 - Just As You Are (come Rising Star ft. Fiora)
- 2018 - Popcorn (con Alexander Popov)
- 2018 - Our Origin (con Shapov)
- 2018 - United (con Vini Vici, Alok, Zafrif)
- 2018 - Wild Wild Son (con Sam Martin)
- 2018 - Ready To Rave (con W&W)
- 2018 - Repeat After Me (con Dimitri Vegas & Like Mike e W&W)
- 2019 - Lonely For You (con Bonnie McKee)
- 2019 - Show Me Love (con Above&Beyond)
- 2019 - Turn It Up
- 2019 - Don't Give Up On Me (con Lucas&Steve e Josh Cumbee)
- 2019 -  La Résistance de l'Amour  (con Shapov)
- 2019 -  Phone Down (con Garibay)
- 2019 - Hoe Het Danst (con Marco Borsato e Davina Michelle)
- 2019 - Revolution (con Luke Bond e KARRA)
- 2019 - Carpo (come Gaia)
- 2019 - Europa (come Gaia)
- 2019 - Thebe (come Gaia)
- 2019 - Lysithea (come Gaia)
- 2019 - Themisto (come Gaia)
- 2019 - Jupiter LXXI (S/2018J1) (come Gaia)
- 2019 - Adrastea (come Gaia)
- 2019 - Elara (come Gaia)
- 2019 - Lost (come Gaia)
- 2019 - Leda (come Gaia)
- 2019 - Ganymede (come Gaia)
- 2019 - Himalia (come Gaia)
- 2019 - Callisto (come Gaia)
- 2019 - Jupiter LXV (S/2017J4) (come Gaia)
- 2019 - Amalthea (come Gaia)
- 2019 - Valetudo (come Gaia)
- 2019 - Io (come Gaia)
- 2019 - DIA (come Gaia)
- 2019 - Metis (come Gaia)
- 2019 - Jupiter LX (S/2003J3) (come Gaia)
- 2019 - Something Real (con Avian Grays ft. Jordan Shaw)
- 2019 - Cosmos (come Rising Star ft. Alexandra Badoi)
- 2019 - Stickup
- 2019 - Waking Up With You (con David Hodges)
- 2019 - Mr. Navigator (con Tempo Giusto)
- 2019 - It Could Be (con gli Inner City)
- 2019 - High On Your Love (con James Newman)
- 2019 - Don't Let Me Go (con Matluck)
- 2019 - All Comes Down (con Cimo Frankel)
- 2019 - Unlove You (con Ne-Yo)
- 2019 - Milion Voices
- 2019 - Sucker For Love (con Avalan)
- 2019 - Miles Away (con Sam Martin)
- 2019 - Runaway (con Candace Sosa)
- 2019 - Always (con BT e Nation Of One)
- 2019 - Song I Sing (con HALIENE)
- 2020 - This I Vow (con MaRLo e Mila Josef)
- 2020 - Still Better Off (con Tom Staar e Mosimann)
- 2020 - Punisher (con Fatum)
- 2020 - All On Me (con Brennan Heart e Andreas Moe)
- 2020 - Tarzan (con Blasterjaxx)
- 2020 - Boom Boom (feat. Jamis)
- 2020 - Hollow (feat. Be No Rain e AVIRA)
- 2020 - I Need You To Know (con Nicky Romero feat. Ifimay)
- 2020 - Illusion (con AVIRA)
- 2020 - The Voice (come Rising Star feat. Cari)
- 2020 - Que Pasa (con D'Angello feat. Francis)
- 2020 - Mask (con AVIRA feat. Sam Martin)
- 2020 - Need You Know (feat. Jake Reese)
- 2020 - Feel Something (feat. Duncan Laurence)
- 2020 - Should I Wait (feat. Avalan)
- 2020 - Slow Lane (feat. James Newman)
- 2020 - Euthymia
- 2020 - Worlds (feat. Robin Vane)
- 2020 - Manzi (feat. Shari Short & Garibay)
- 2021 - Leave a Little Love (con Alesso)
- 2021 - Weight Of the World (featl RBVLN)
- 2021 - Magico (con Giuseppe Ottaviani)
- 2021 - Divino (con Maor Levi)
- 2021 - Battlefield
- 2021 - Jonson's Play (con Sander van Doorn)
- 2021 - Goodbye (feat. Skoles)
- 2021 - I Should Be Loving You (con DubVision feat. YOU)
- 2021 - Lost in Space (con Jorn van Deynhoven)
- 2021 - Sirius (con AVIRA)
- 2021 - Anita (con Timmy Trumpet)
- 2021 - For All Time (con Aly & Fila feat. Kazi Jay)

### Remix
- 2001 Solid Sessions - Janeiro (Armin van Buuren Remix)
- 2002 Solar Stone - Seven Cities (Armin van Buuren Vocal Remix)
- 2003 Mark Otten - Mushroom Therapy (Armin van Buuren Remix)
- 2007 iiO - Rapture (Armin van Buuren Remix)
- 2007 Wamdue Project - King of My Castle (Armin van Buuren Vocal Remix)
- 2008 Kerli - Walking On Air (Armin van Buuren Remix)
- 2009 The Killers - Human (Armin van Buuren Remix)
- 2009 Cerf, Mitiska & Jaren - Beggin' You (Armin van Buuren Remix)
- 2009 BT - Every Other Way (Armin van Buuren Remix)
- 2010 Faithless - Not Going Home (Armin van Buuren Remix)
- 2010 Dido - Everything To Loose (Armin van Buuren Remix)
- 2010 Chicane - Where I Do Start? (Armin van Buuren Remix)
- 2010 Armin Van Buuren - Not Giving Up On Love (Feat.Sophie Ellis Bextor) [Armin van Buuren Remix]
- 2010 Armin Van Buuren - This Light Between Us (Feat. Christian Burns) [Armin van Buuren's Great Strings Mix]
- 2010-2011 Laura Jansen - Use Somebody (Armin van Buuren Bootleg)
- 2011 Nadine Coyle - Put Your Hands Up (Armin van Buuren Remix)
- 2011 David Guetta feat. Usher - Without You (Armin van Buuren Remix)
- 2011 Emma Hewitt - Colours (Armin van Buuren Remix)
- 2012 Kirsty - Twilight (Armin van Buuren Remix)
- 2012 Wiegel Meirmans Snitker - Nova Zembla (Armin van Buuren Remix)
- 2012 Zedd feat. Matthew Koma - Spectrum (Armin van Buuren Remix)
- 2012 Frans Bak - The Killing (Armin van Buuren Remix)
- 2013 Idina Menzel - Let It Go (Armin van Buuren Remix)
- 2013 Kat Krazy feat. Elkka - Siren (Armin van Buuren Remix)
- 2013 Mark Knight & D.Ramirez V Underworld - Downpipe (Armin van Buuren Remix)
- 2015 Faithless - We Come 1 2.0 (Armin van Buuren Remix)
- 2015 Ramin Djawadi - Game Of Thrones Theme (Armin van Buuren Remix)
- 2016 Rising Star feat Betsie Larkin - Again (Armin van Buuren Remix)
- 2017 Armin van Buuren & Fernando Garibay feat. Olaf Blackwood - I Need You (Club Mix)
- 2019 Van Halen - Jump (Armin van Buuren Extended Remix)

### Compilation
- 1999 United (CD)
- 1999 Artist Profile Series 4: Boundaries Of Imagination (CD)
- 2000 TranceMatch (CD) (come System F vs. Armin)
- 2000 001 A State of Trance (2 CD)
- 2001 002 Basic Instinct (2 CD)
- 2001 003 In Motion (2 CD)
- 2002 004 Transparence (2 CD)
- 2004 Big Room Trance (CD)
- 2006 10 Years (2 CD)
- 2007 Limited Edition (3 CD)
- 2008 Live at the Gallery, Ministry Of Sound (CD)
- 2008 Armin Only: Imagine - The Music
- 2008 Armin Only - Imagine (Limited Edition) (3 CD)
- 2009 Raveline Mix Sessions 014
- 2011 Armin Only: Mirage - The Music
- 2011 A State of Trance 500 (5 CD)
- 2012 A State of Trance 550 - Invasion (5 CD)
- 2013 A State of Trance 600 - The Expedition (5 CD)
- 2014 A State of Trance 650 - New Horizons (5 CD)
- 2014 Armin Only: Intense - The Music (2 CD)

#### A State Of Trance
- 2004 A State of Trance 2004
- 2005 A State of Trance 2005
- 2006 A State of Trance 2006
- 2007 A State of Trance 2007
- 2008 A State of Trance 2008
- 2009 A State of Trance 2009
- 2010 A State of Trance 2010
- 2011 A State of Trance 2011
- 2012 A State of Trance 2012
- 2013 A State of Trance 2013
- 2014 A State of Trance 2014
- 2015 A State of Trance 2015
- 2016 A State of Trance 2016
- 2017 A State of Trance 2017
- 2018 A State of Trance 2018
- 2019 A State of Trance 2019
- 2020 A State of Trance 2020

#### A State of Trance Year Mix
- 2004 A State of Trance Year Mix 2004
- 2005 A State of Trance Year Mix 2005
- 2006 A State of Trance Year Mix 2006
- 2007 A State of Trance Year Mix 2007
- 2008 A State of Trance Year Mix 2008
- 2009 A State of Trance Year Mix 2009
- 2010 A State of Trance Year Mix 2010
- 2011 A State of Trance Year Mix 2011
- 2012 A State of Trance Year Mix 2012
- 2013 A State of Trance Year Mix 2013
- 2014 A State of Trance Year Mix 2014
- 2015 A State of Trance Year Mix 2015
- 2016 A State of Trance Year Mix 2016
- 2017 A State of Trance Year Mix 2017
- 2018 A State of Trance Year Mix 2018
- 2019 A State of Trance Year Mix 2019
- 2020 A State of Trance Year Mix 2020

#### A State of Trance at Ibiza
- A State of Trance at Ushuaïa, Ibiza 2014
- A State of Trance at Ushuaïa, Ibiza 2015
- A State of Trance Ibiza 2016
- A State of Trance Ibiza 2017
- A State of Trance Ibiza 2018
- A State of Trance Ibiza 2019
- A State of Trance Ibiza 2020

#### Universal Religion
- 2003 Universal Religion Chapter One
- 2004 Universal Religion (2) 2004, Live from Armada at Ibiza
- 2007 Universal Religion Chapter 3, Live from Armada at Ibiza
- 2009 Universal Religion Chapter 4
- 2011 Universal Religion Chapter Five, Live from Space at Ibiza
- 2012 Universal Religion Chapter Six, Live from Privilege at Ibiza
- 2013 Universal Religion Chapter Seven, Live from Privilege at Ibiza

### Video
- 2005 Armin Only – The Next Level[14]
- 2007 Armin Only – Ahoy' 2006[15]
- 2008 Armin Only – Imagine[16]
- 2009 The Music Videos 1997–2009[17]
- 2010 Armin Only – Mirage[18]
- 2012 A Year with Armin van Buuren[19]
- 2014 Armin Only – Intense (The Most Intense Edition)[20]

## Classifica DJ Magazine
| DJ               | 2001 | 2002 | 2003 | 2004 | 2005 | 2006 | 2007 | 2008 | 2009 | 2010 | 2011 | 2012 | 2013 | 2014 | 2015 | 2016 | 2017 | 2018 | 2019 | 2020 | 2021 | 2022 | 2023 | 2024 |
| ---------------- | ---- | ---- | ---- | ---- | ---- | ---- | ---- | ---- | ---- | ---- | ---- | ---- | ---- | ---- | ---- | ---- | ---- | ---- | ---- | ---- | ---- | ---- | ---- | ---- |
| Armin van Buuren | 27   | 5    | 3    | 3    | 3    | 2    | 1    | 1    | 1    | 1    | 2    | 1    | 2    | 3    | 4    | 4    | 3    | 4    | 4    | 4    | 3    | 5    | 5    | 6    |